# پل فرانسیس اسکات کی (بالتیمور)
پل فرانسیس اسکات کی یک پل قوسی فولادی خرپای پیوسته بود که رود پاتاپسکو پایینی و بخش‌های بیرونی بندر بالتیمور را در بر می‌گرفت و جاده ۶۹۵ مریلند را از میان هاوکینز پوینت (محله‌ای در بالتیمور) و داندک در مریلند، ایالات متحده عبور می‌داد. دهانه‌های اصلی پل در ۲۶ مارس ۲۰۲۴ پس از برخورد یک کشتی کانتینربر به نام ام‌وی دالی با یکی از ستون‌های تکیه‌گاه آن، تخریب شد. گذرگاه بین شهر بالتیمور و شهرستان بالتیمور نیز از بخش کوچکی از شهرستان آنا آروندل می‌گذشت.

## تاریخچه
این پل در ابتدا به عنوان گذرگاه بندر خارجی شناخته می‌شد تا اینکه در سال ۱۹۷۶ و در حالی که هنوز در دست ساخت بود، نام آن تغییر کرد. این پل همچنین با نام‌های سادهٔ پل کی یا پل کمربندی نیز شناخته می‌شد. دهانهٔ اصلی پل ۳۶۶ متر (۱٬۲۰۰ فوت) سومین دهانه طولانی برای هر خرپای پیوسته در جهان بود، و طول کل آن ۲٬۶۳۲ متر (۸٬۶۳۶ فوت) بود. این پل پس از پل خلیج چساپیک، دومین پل طولانی در منطقه کلان‌شهری بالتیمور بود.
این پل در ۲۳ مارس ۱۹۷۷ با نام شاعر آماتور فرانسیس اسکات کی (۱۷۷۹–۱۸۴۳)، نویسنده سرود ملی آمریکا، «پرچم پرستاره» افتتاح شد. پل کی یک تأسیسات عوارضی بود که توسط اداره ترابری مریلند (MDTA) اداره می‌شد. این پل بیرونی‌ترین گذرگاه از میان سه گذرگاه عوارضی بندر بالتیمور بود که شامل دو تونل و یک پل می‌شدند.
سالانه ۱۱٫۵ میلیون وسیلهٔ نقلیه از این پل عبور می‌کردند. پل کی مسیر تعیین‌شده برای کامیون‌های حامل مواد خطرناک نیز بود، زیرا عبور HAZMAT در تونل‌های بندر بالتیمور و فورت مک‌هنری ممنوع بود. پس از تکمیل، ساختار پل و ورودی‌های آن به حلقه‌های نهایی در بزرگراه میان‌ایالتی ۶۹۵ که با نام «کمربندی بالتیمور» شناخته می‌شد، تبدیل شدند و پروژه‌ای دو دهه‌ای را تکمیل کردند. علیرغم اختصاص یافتن پل به‌عنوان بخشی از بزرگراه ۶۹۵، این پل رسماً بخشی از سامانهٔ بزرگراه ایالتی و بزرگراه ۶۹۵ مریلند در نظر گرفته شد.

### فرو ریختن

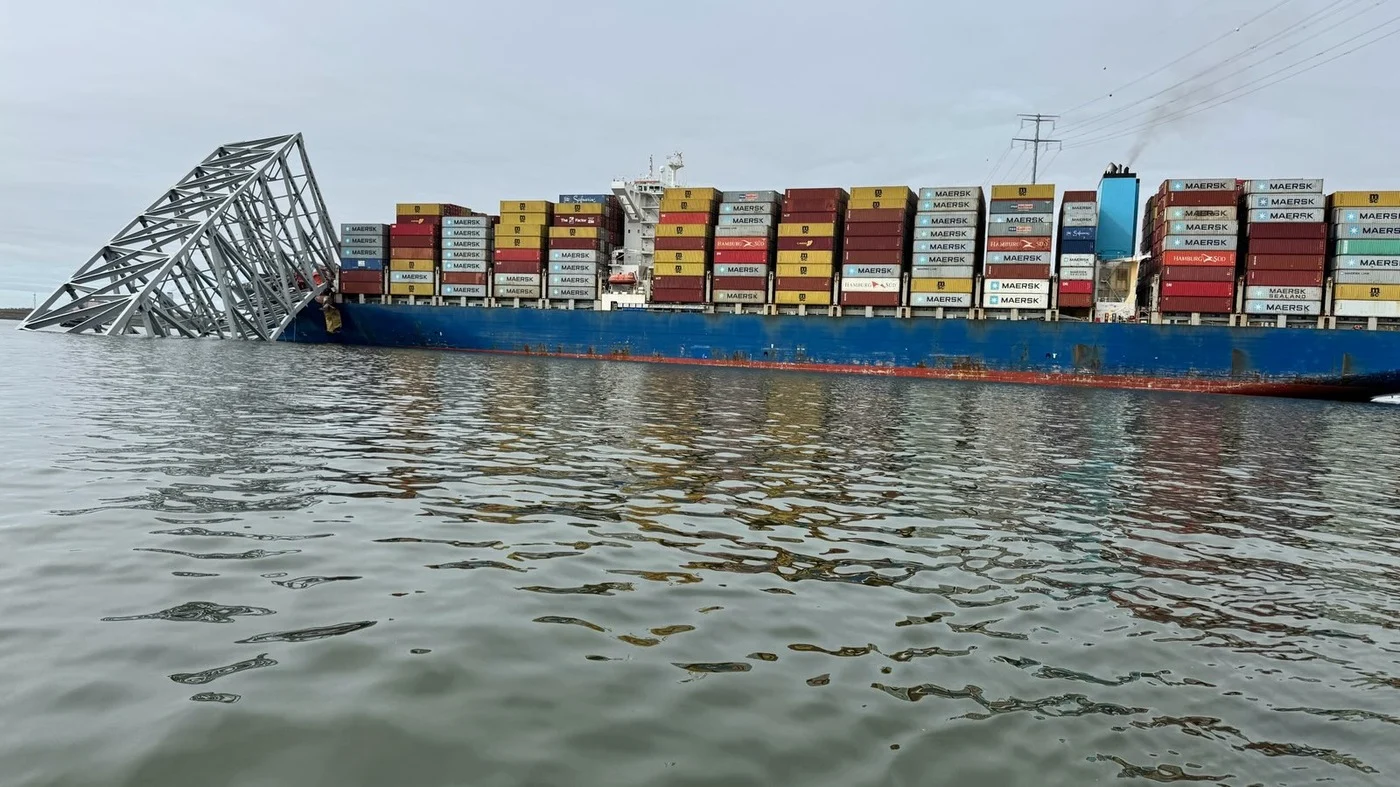
کشتی دالی پس از فروریختن با بقایای روبنای پل روی دماغهٔ آن

در ۲۶ مارس ۲۰۲۴، در ساعت ۰۱:۲۷ به وقت شرق ایالات متحده (۰۵:۲۷ UTC)، دهانه‌های اصلی پل پس از قطع برق کشتی کانتینری ثبت‌شده در سنگاپور با نام ام‌وی دالی و برخورد آن با یکی از ستون‌های پشتیبانی پل، فروریخت. این فروریزش به‌عنوان یک «حادثه با تلفات گسترده» اعلام شد. بررسی‌های سونار چندین وسیلهٔ نقلیه را در زیر آب شناسایی کرده است. دو نفر زنده از رودخانه بیرون کشیده شدند، در حالی که حداقل شش نفر هنوز مفقود هستند. به گفتهٔ وس مور، فرماندار مریلند، این تراژدی می‌توانست بسیار بدتر باشد: اقدامات خدمهٔ کشتی، که زنگ خطر می‌دی ارسال کردند و کارگران روی پل، که سایر وسایل نقلیه را در لحظاتی پیش از فروریختن از پل دور نگه داشتند، جان‌های بسیاری را نجات داد.

### بازسازی
رئیس‌جمهور جو بایدن گفت که قصد دارد از کنگره بخواهد تا بودجهٔ بازسازی این پل را تأمین کند و گفت که تمام منابع برای کمک به واکنش به این حادثه در دسترس است. او گفت که قصد دارد در روزهای آینده پس از این حادثه از بالتیمور بازدید کند.